# Dvärgsångare
Dvärgsångare (Phylloscopus neglectus) är en liten tätting i familjen lövsångare (Phylloscopidae) som tidigare ingick i familjen sångare (Sylviidae). Den är begränsad till delar av västra och centrala Asien, men har sensationellt nog setts i Sverige, den enda observationen i Europa hittills. Beståndet anses vara livskraftigt.

## Utseende, fältkännetecken och läte
Dvärgsångaren är den minsta arten inom sitt släkte. I fält påminner den om sibirisk gransångare (Ph. c. tristis) och precis som denna art har den vanan att vippa nedåt, eller gör små sidvippningar med stjärten. Till skillnad från sibirisk gransångare flyger den snabbare och ryckigare och har helt rakt avskuren stjärt. Att den är mindre och har kortare stjärt kan vara svårt att se i fält. Huvud, hals och främre delen av ryggen är till största delen ljusgrå medan resten av ryggen, vingar och stjärt är något varmare beigebrun. Den har ett ljust ögonbrynsstreck som möts framme i pannan ovanför näbben. Ögonbrynsstrecket tydlighet kan dock vaiera med ljus och vinkel. Dess fjäderdräkt är yvig och näbben och tarsen är nästan svarta och smala.

### Läte
Den har ett kort lågmält knäppande lockläte som beskrivs som tjepp eller tjerp , som ibland låter tvåstavigt eller studsande, tjép-pe. Dess sång skiljer sig från alla andra arter inom släktet Phylloscopus och är kort, snabb och enkel med stötig eller ojämn rytm och kan exempelvis låta som zitt-zytt, zittelítt-zilítt.

## Utbredning
Dvärgsångaren häckar i Centralasiens bergstrakter i Iran, Afghanistan, Tadzjikistan och Kashmir. Den är en höjdleds- eller kortflyttare och övervintrar dels söder om Persiska viken i östra Saudiarabien, Oman och Förenade Arabemiraten, dels österut i södra Iran, Pakistan och västligaste Indien. Arten har endast påträffats en gång i Europa, på Landsort i Stockholms skärgård 10 oktober 1991.  I övrigt har dvärgsångaren anträffats i Israel, Jordanien, Qatar, Turkiet, Bahrain, Libanon och Kuwait..

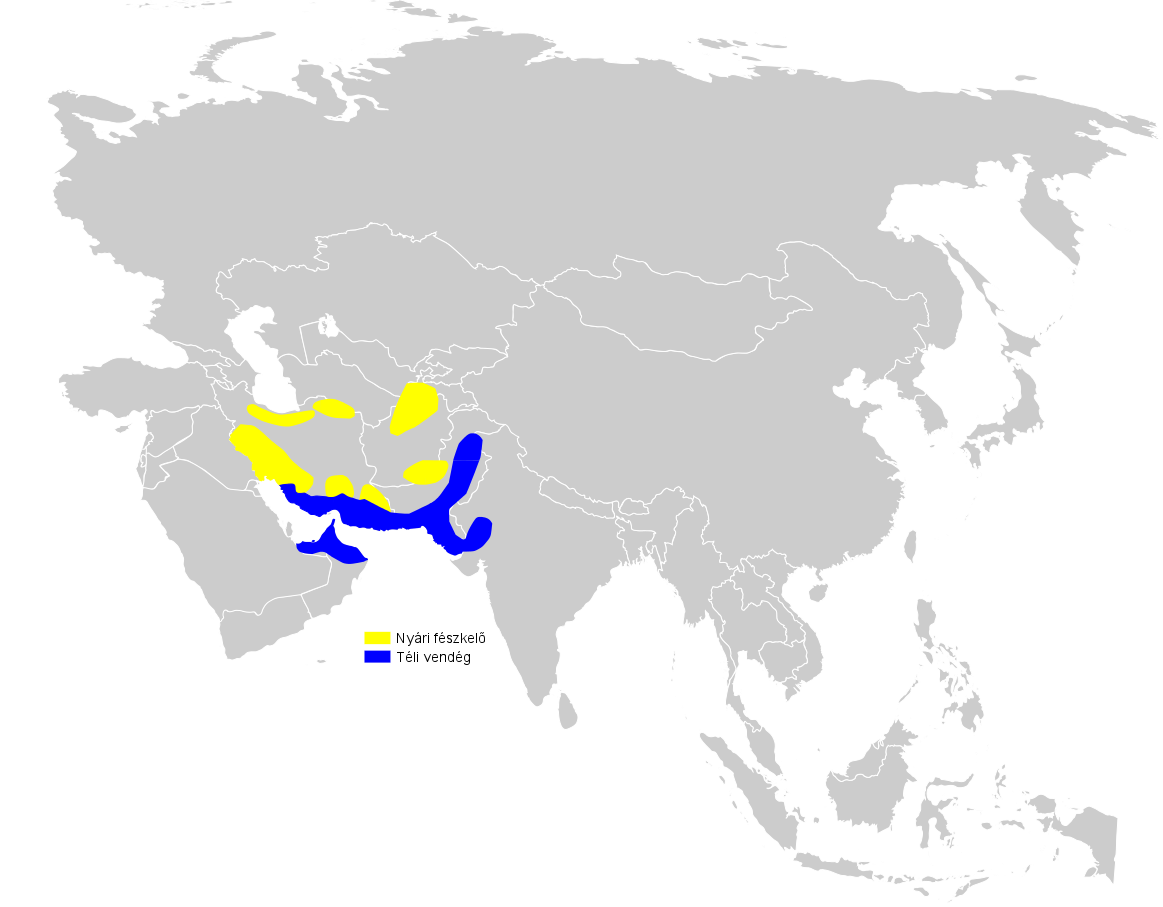
Dvärgsångarens häcknings- och övervintringsområde.

## Systematik
Dvärgsångaren behandlas som monotypisk, det vill säga att den inte delas in i några underarter. I familjen är den systerart till en grupp bestående av asiatiska lidsångaren, lövsångaren samt gransångarkomplexet.
Lövsångarna behandlades tidigare som en del av den stora familjen sångare (Sylviidae). Genetiska studier har dock visat att sångarna inte är varandras närmaste släktingar. Istället är de en del av en klad som även omfattar timalior, lärkor, bulbyler, stjärtmesar och svalor. Idag delas därför Sylviidae upp i ett antal familjer, däribland Phylloscopidae. Lövsångarnas närmaste släktingar är familjerna cettior (Cettiidae), stjärtmesar (Aegithalidae) samt den nyligen urskilda afrikanska familjen hylior (Hyliidae).

## Ekologi
Dvärgsångaren häckar mellan april och juli i ekskog och enskog mellan 2400 och 4200 meter över havet, även över trädgränsen vid alpängar med rosenbuskar. Honan lägger tre till fem ägg i ett bolliknande bo bestående av gräs, mossa och fjädrar och placerat upp till en meter över marken.
Den lever huvudsakligen av små insekter och larver som den fångar i trädens lövverk, i buskage och i låg vegetation. Till skillnad från gransångaren sänker den inte stjärten när den rör sig.

## Status och hot
Arten har ett stort utbredningsområde och stabil populationsutveckling. Utifrån dessa kriterier kategoriserar IUCN arten som livskraftig (LC). Världspopulationen har inte uppskattats, men arten beskrivs som lokalt vanlig.

## Namn
Fågeln har på svenska även kallats persisk lövsångare och dvärggransångare. Dess vetenskapliga artnamn neglectus betyder "bortglömd".